# День працівника системи фінансового моніторингу
День працівника системи фінансового моніторингу — свято, що відзначається в Україні 28 листопада.
День установлений 28 листопада 2020 року Президентом України Володимиром Зеленським ураховуючи значний внесок працівників системи фінансового моніторингу в утвердження статусу України як надійного партнера міжнародної спільноти у сфері запобігання та протидії легалізації (відмиванню) доходів, одержаних злочинним шляхом, фінансуванню тероризму та фінансуванню розповсюдження зброї масового знищення.